# Litopus helymaeoides
Litopus helymaeoides är en skalbaggsart som beskrevs av Aurivillius 1914. Litopus helymaeoides ingår i släktet Litopus och familjen långhorningar.
Artens utbredningsområde är Malawi. Inga underarter finns listade i Catalogue of Life.